# James Harlan (kongressledamot)
James Harlan, född 22 juni 1800 i Mercer County, Kentucky, död 18 februari 1863 i Frankfort, Kentucky, var en amerikansk politiker. Han var ledamot av USA:s representanthus 1835-1839.
Harlan studerade juridik och inledde 1823 sin karriär som advokat i Harrodsburg. Han arbetade från och med 1829 som åklagare. Han blev invald i representanthuset i kongressvalet 1834 som motståndare till USA:s president Andrew Jackson. Han omvaldes 1836 som whigpartiets kandidat.
Harlan var delstatens statssekreterare (Kentucky Secretary of State) 1840–1844 och attorney general 1849–1859.